# ديريك كيرك كيم
ديريك كيرك كيم (بالإنجليزية: Derek Kirk Kim)‏ (1974، غومي في كوريا الجنوبية)؛ رسام كارتون وروائي كوري جنوبي.